# Shermar Martina
Shermar Donald Emigdio Martina (Willemstad, 14 april 1996) is een Nederlands voetballer van Curaçaose afkomst die als verdediger speelt. In de zomer van 2015 kwam hij over uit de jeugd van MVV Maastricht. Martina debuteerde in 2018 in het Curaçaos voetbalelftal.

## Clubcarrière
Shermar Martina maakte zijn debuut in de Eerste divisie voor MVV Maastricht op 1 mei 2015, in de met 3–0 gewonnen thuiswedstrijd tegen FC Den Bosch. Hij kwam in de 90e minuut in het veld voor Bryan Smeets. Hij tekende zijn eerste profcontract bij MVV samen met zijn tweelingbroer Shermaine Martina in oktober 2015. In mei 2017 verlengden beide broers hun contract tot medio 2019.

## Carrièrestatistieken
| Seizoen                                | Club            | Land            | Competitie      | Competitie | Competitie | Beker | Beker | Internationaal | Internationaal | Overig | Overig | Totaal | Totaal |
| Seizoen                                | Club            | Land            | Competitie      | Wed.       | Dlp.       | Wed.  | Dlp.  | Wed.           | Dlp.           | Wed.   | Dlp.   | Wed.   | Dlp.   |
| -------------------------------------- | --------------- | --------------- | --------------- | ---------- | ---------- | ----- | ----- | -------------- | -------------- | ------ | ------ | ------ | ------ |
| 2014/15                                | MVV Maastricht  | Nederland       | Eerste divisie  | 1          | 0          | 0     | 0     | 0              | 0              | 0      | 0      | 1      | 0      |
| 2015/16                                | MVV Maastricht  | Nederland       | Eerste divisie  | 18         | 0          | 0     | 0     | 0              | 0              | 0      | 0      | 18     | 0      |
| 2016/17                                | MVV Maastricht  | Nederland       | Eerste divisie  | 16         | 0          | 0     | 0     | 0              | 0              | 0      | 0      | 16     | 0      |
| 2017/18                                | MVV Maastricht  | Nederland       | Eerste divisie  | 16         | 0          | 0     | 0     | 0              | 0              | 2      | 0      | 18     | 0      |
| 2018/19                                | MVV Maastricht  | Nederland       | Eerste divisie  | 25         | 1          | 1     | 0     | 0              | 0              | 0      | 0      | 26     | 1      |
| 2019/20                                | MVV Maastricht  | Nederland       | Eerste divisie  | 21         | 0          | 0     | 0     | 0              | 0              | 0      | 0      | 21     | 0      |
| 2020/21                                | MVV Maastricht  | Nederland       | Eerste divisie  | 10         | 0          | 0     | 0     | 0              | 0              | 0      | 0      | 10     | 0      |
| Carrière totaal                        | Carrière totaal | Carrière totaal | Carrière totaal | 76         | 1          | 1     | 0     | 0              | 0              | 2      | 0      | 110    | 1      |
| Bijgewerkt tot en met 11 november 2020 |                 |                 |                 |            |            |       |       |                |                |        |        |        |        |

## Interlandcarrière
Bondscoach Remko Bicentini selecteerde hem voor het tweeluik aan oefenwedstrijden tegen Boliviaans voetbalelftal in maart 2018. Hij maakte zijn debuut voor Curaçao op 23 maart 2018 in de oefenwedstrijd tegen Bolivia.
| Interlands van Shermar Martina voor Curaçao | Interlands van Shermar Martina voor Curaçao | Interlands van Shermar Martina voor Curaçao | Interlands van Shermar Martina voor Curaçao | Interlands van Shermar Martina voor Curaçao | Interlands van Shermar Martina voor Curaçao |
| No.                                         | Datum                                       | Wedstrijd                                   | Uitslag                                     | Competitie                                  | Doelpunten                                  |
| Als speler bij MVV Maastricht               | Als speler bij MVV Maastricht               | Als speler bij MVV Maastricht               | Als speler bij MVV Maastricht               | Als speler bij MVV Maastricht               | Als speler bij MVV Maastricht               |
| ------------------------------------------- | ------------------------------------------- | ------------------------------------------- | ------------------------------------------- | ------------------------------------------- | ------------------------------------------- |
| 1.                                          | 23 maart 2018                               | Curaçao – Bolivia                           | 1 – 1                                       | Vriendschappelijk                           |                                             |
| 2.                                          | 26 maart 2018                               | Curaçao – Bolivia                           | 1 – 0                                       | Vriendschappelijk                           |                                             |
| 3.                                          | 10 september 2018                           | Curaçao – Grenada                           | 10 – 0                                      | Kwalificatie Nations League                 |                                             |
| 4.                                          | 23 maart 2019                               | Antigua en Barbuda – Curaçao                | 2 – 1                                       | Kwalificatie Nations League                 |                                             |
| 5.                                          | 7 september 2019                            | Curaçao – Haïti                             | 1 – 0                                       | CONCACAF Nations League 2019/20             |                                             |
| 6.                                          | 10 september 2019                           | Haïti – Curaçao                             | 1 – 1                                       | CONCACAF Nations League 2019/20             |                                             |
| 7.                                          | 13 oktober 2019                             | Costa Rica – Curaçao                        | 0 – 0                                       | CONCACAF Nations League 2019/20             |                                             |
| 8.                                          | 15 november 2019                            | Curaçao - Costa Rica                        | 1 - 2                                       | CONCACAF Nations League 2019/20             |                                             |

Bijgewerkt t/m 15 november 2019

## Trivia
Shermar heeft een tweelingbroer die ook betaald voetbal speelt: Shermaine Martina.